# Голяма турска война
Голямата турска война или Война на Свещената лига е военен конфликт между Османската империя и някои европейски страни, обединени в Свещена лига.
Войната завършва със стратегическа победа на европейските християнски сили. След турското поражение в битката при Виена инициативата във вековния религиозен конфликт преминава в християнски ръце.
Още през февруари 1687 г. австрийският император Леополд I изпраща манифест до цариградския патриарх Калиник VII с молба да подбуди християнските народи на Балканите да се надигнат против османците и да застанат на страната на Австрия.
На 11 септември 1697 г. в битката при Зента Евгений Савойски окончателно прекършва османските амбиции за завоюване на Централна Европа посредством превземането на Виена.
През лятото на 1688 г., когато Военният съвет на Австрия решава да пренесе бойните действия на Балканския полуостров, едно от важните съображения е, че балканските християни ще се включат най-активно в борбата против турците. Такива данни предоставя и прочутият меморандум на Георги Бранкович, изпратен до австрийския император. През същата 1688 г., когато превземат Белград, австрийците поставят на Турция като условие за постигане на мир да им бъдат отстъпени Трансилвания, Влашко, Молдова, Босна с Херцеговина, Сърбия и България. Избухват въстанията на Карпош, в Търново и Чипровци.
Според османския хронист Силяхдар австрийците успяват да превземат Ипек, Призрен, Тетово, Щип, Прищина, Вучитрън (Косово), Нови Пазар, Косовска Митровица, Скопие, Лесковац, Чачак, Балево, Догдже, Ужице, Пожега, Ягодина, Плевле, Нова Барош, Ургуб, Куманово, Рожай, Лебане, Пирот, Крушевац, Смедерево, Видин, Гроцка, Кобилич, Грегоница, Крива паланка и Бела паланка. Бойните действия северно от Крива паланка са неблагоприятни за турската войска и австрийците и техните съюзници не само излизат победители, но и продължават настъплението си на юг.
Войната завършва с подписването на Карловецкия мирен договор, последван от отделния Константинополски мирен договор между Османската империя и Русия.